# Platythyrea
Platythyrea é um gênero de insetos, pertencente a família Formicidae.